# Gert Lindemann

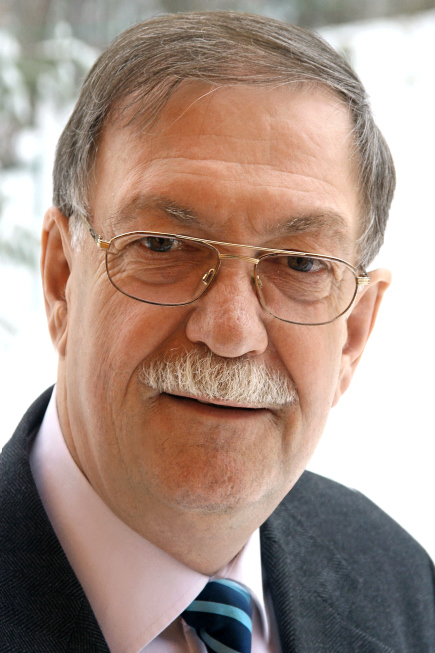
Gert Lindemann

Gert Lindemann (* 4. Oktober 1947 in Wuppertal) ist ein deutscher Jurist und Politiker (CDU). Er war von Januar 2011 bis zum 19. Februar 2013 niedersächsischer Landwirtschaftsminister. Zuvor war er Staatssekretär im Bundesministerium für Ernährung, Landwirtschaft und Verbraucherschutz von November 2005 bis Januar 2010.

## Leben
Nach seinem Wehrdienst studierte Lindemann 1970 bis 1974 Rechtswissenschaften an der Albert-Ludwigs-Universität in Freiburg, an der University of Oxford und an der Christian-Albrechts-Universität in Kiel. Sein erstes Staatsexamen legte er 1974 ab, das zweite juristische Staatsexamen 1977.
Von 1977 bis 1979 war Lindemann Richter im Oberlandesgerichtsbezirk Celle. Von 1979 an war er zunächst persönlicher Referent des Niedersächsischen Ministers für Ernährung, Landwirtschaft und Forsten, Gerhard Glup, ab 1981 Referatsleiter an der Vertretung des Landes Niedersachsen in Bonn und von 1983 bis 2003 Referats- und Abteilungsleiter im niedersächsischen Ministerium für Ernährung, Landwirtschaft und Forsten.
Von 2003 bis 2005 war er Staatssekretär im niedersächsischen Landwirtschaftsministerium, bis er im November 2005 Staatssekretär im Bundesministerium für Ernährung, Landwirtschaft und Verbraucherschutz wurde. Im Anschluss an den Wechsel des Bundesministers Horst Seehofer nach Bayern leitete er bis zur Amtsübernahme der neuen Bundesministerin Ilse Aigner vom 27. Oktober bis 30. Oktober 2008 kommissarisch die Amtsgeschäfte des Ministeriums.
Im Januar 2010 entließ Bundeslandwirtschaftsministerin Aigner Lindemann und ersetzte ihn durch den bisherigen Präsidenten der Bundesanstalt für Landwirtschaft und Ernährung, Robert Kloos.
Lindemann wurde am 19. Januar 2011 als neuer Landwirtschaftsminister von Niedersachsen vereidigt und trat die Nachfolge der zurückgetretenen Astrid Grotelüschen an.
Lindemann ist verheiratet, hat drei Kinder und lebt in Hohenhameln (Landkreis Peine).

## Auszeichnungen
- 2005: Ehrenmedaille des Landvolks Niedersachsens